# Mr. X
Mr. X est un super-vilain créé par Marvel Comics. Il est apparu pour la première fois dans Wolverine #159, en 2001.

## Origines
L'homme surnommé Mr. X est un homme d'affaires fortuné ayant une dépendance psychologique au meurtre depuis son adolescence (il sentit mourir une femme dans un accident de voiture, ce que vécut aussi Jean Grey). Il devint alors obsédé par la mort.
Pour goûter de nouveau à cette sensation, il tua des innocents, et sa propre famille. Il étudia les arts martiaux auprès des plus grands maîtres, qu'il élimina par la suite. À chaque meurtre, il se grave une cicatrice sur le corps.
Il rencontra Wolverine et voulut le forcer à devenir son allié. Seule la rage animale du mutant lui permit de survivre et de vaincre le sociopathe.
Mr. X retrouva le X-Man lors d'un tournoi d'arts martiaux à Madripoor, après avoir battu le Maître de Corvée. Wolverine perdit le combat par faute technique.
À la recherche de défis, Mr. X fut plus tard recruté par Norman Osborn au sein des Thunderbolts.

## Pouvoirs
- Mr. X est un des plus grands artistes martiaux connus. Ses techniques de combat sont sans faille. Il a déjà vaincu Wolverine et le Maître de Corvée, tous deux figurant parmi les meilleurs combattants de l'Univers Marvel.
- C'est un télépathe de faible niveau qui peut prévoir les coups de ses adversaires au corps à corps.
- Athlète au meilleur de sa forme, il excelle dans toute activité physique et est du même niveau que Captain America.
- Sa vitesse est exceptionnelle et il s'en sert pour détourner les balles, à l'aide d'une paire de sabres dont il affectionne le maniement.